# European Border Breakers Award
Pour les articles homonymes, voir Ebba.

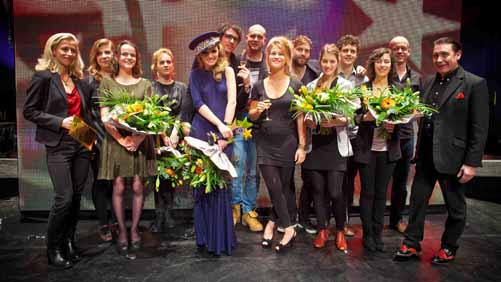
EBBA 2012 - Tous les gagnants.

Chaque année, les prix Music Moves Europe Awards (MMEA) récompensent le succès de dix artistes ou groupes émergents qui ont trouvé un public en dehors de leur pays grâce à leur premier album distribué internationalement au cours de l'année écoulée. Créé en 2004, il avait le nom European Border Breakers Awards (EBBA) jusqu'en 2019, puis Music Moves Europe Talent Award jusqu'en 2022. Parmi les lauréats précédents, citons Adele, Dolores O'Riordan, Tokio Hotel, The Baseballs, Zaz, Lykke Li, Milow, Katie Melua, Damien Rice, Caro Emerald, Stromae ou encore Mumford and Sons.

## Organisation
Lancés par la Commission européenne, les prix EBBA constituent un prix de l'Union européenne. La sélection et la cérémonie de remise des prix sont organisées par la Fondation Noorderslag, dont l'objectif est d'encourager la diffusion de la musique pop européenne.

## Partenaires
- European Broadcasting Union[4];
- Le Programme européen d'échange de talents (ETEP), qui crée un réseau entre d'importants festivals musicaux en Europe afin de faciliter l'invitation de groupes européens en dehors de leurs pays d'origine[4]. Ce programme informe également les médias sur les artistes européens émergents[5].

## Sélection des lauréats
Les artistes ou groupes en lice pour les European Border Breakers Awards sont sélectionnés selon les critères suivants :
- le succès en Europe, au-delà de leurs frontières nationales, de leur premier album sorti internationalement, au cours de l'année écoulée ;
- leurs passages en radio sur les stations membres de l'Union européenne de radiodiffusion ;
- leur succès dans les festivals européens partenaires du programme ETEP, en dehors de leur propre pays[6].

## Prix du public
Depuis 2010, un vote en ligne est organisé pour désigner, parmi les lauréats du prix EBBA, celui qui recevra, en plus de son prix, le prix du public. Le premier gagnant a été le compositeur-interprète belge Milow. En 2011, c'est le groupe de rock allemand The Baseballs qui a reçu le prix du public.

## La cérémonie

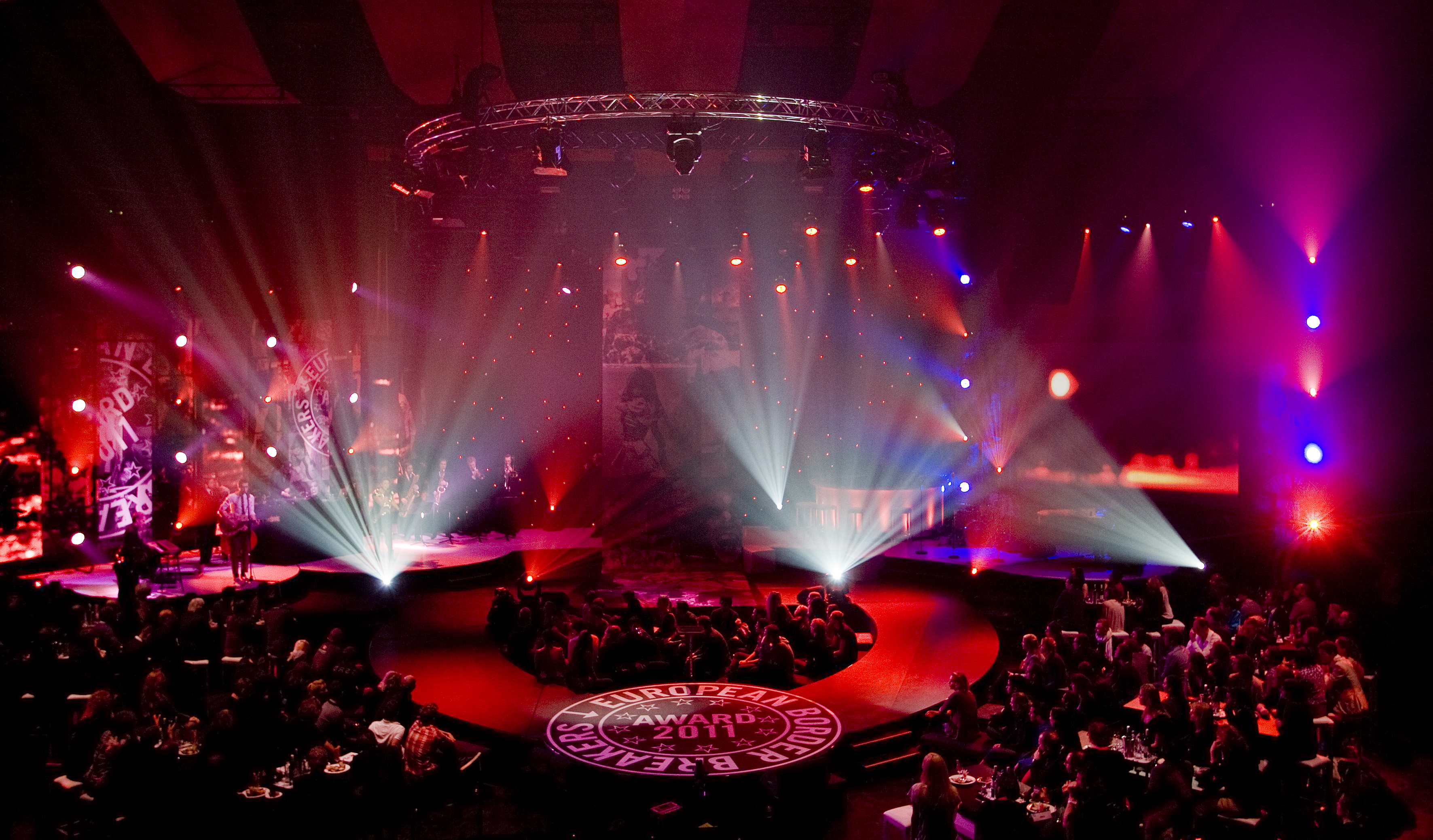
EBBA 2011 - La salle.

Depuis 2009, la cérémonie de remise des prix se déroule chaque année au mois de janvier, pendant le festival Eurosonic Noorderslag, à Groningue (Pays-Bas). Elle est présentée par Jools Holland, musicien et présentateur à la BBC. Les lauréats des prix EBBA se produisent en direct pendant la cérémonie et sont également à l'affiche du festival. Des lauréats des éditions précédentes sont invités à se produire en tant qu'invités d'honneur. La cérémonie est enregistrée par la chaîne publique néerlandaise NOS/NTR et diffusée via NET3. Chaque année, le spectacle est retransmis sur plusieurs chaînes de télévision en Europe.

## Contexte
Les prix EBBA ont été lancés en 2004 par la Commission européenne. Avec ces prix, elle entend stimuler la diffusion par-delà les frontières d'un répertoire musical populaire et souligner la grande diversité musicale de l'Europe. Les European Border Breakers Awards sont soutenus par le programme Culture de l'Union européenne, qui vise à promouvoir la mobilité transfrontalière des artistes et des professionnels de la culture, à encourager la diffusion internationale de la création culturelle et artistique, et à stimuler le dialogue interculturel.

## Lauréats des prix MMEA 2025
- Prix du Grand Jury MME: Yamê (France)
- Prix MME :
  - Judeline (Espagne)
  - Kingfishr (Irlande)
  - Naomi Sharon (Pays-Bas)
  - Night Tapes (Estonie)
  - Uche Yara (Autriche)
- Prix du public : Judeline (Espagne)

## Lauréats des prix MMEA 2024
- Prix du Grand Jury MME Award: Zaho de Sagazan (France)
- Prix MME :
  - Yunè Pinku (Irlande)
  - Bulgarian Cartrader (Bulgarie)
  - Giift (Danemark)
  - freekind. (Slovénie)
  - Ralphie Choo (Espagne)
- Prix du public : Zaho de Sagazan (France)

## Lauréats des prix MMEA 2023
- Prix du Grand Jury MME : Sans Soucis (Italie)
- Prix MME :
  - July Jones (Slovénie)
  - Kids Return (France)
  - OSKA (Autriche)
  - Queralt Lahoz (Espagne)
  - Schmyt de Schmyt (Allemagne)
- Prix du public : Jerry Heil (Ukraine)

## Lauréats des prix MMETA 2022
- Prix du Grand Jury MME: Meskerem Mees (Belgique)
- Prix MME :
  - Mezerg (France)
  - Alina Pash (Ukraine)
  - Denise Chaila (Irlande)
  - Дeva (Hongrie)
  - Blanks (Pays-Bas)
- Prix du public: Ladaniva (Arménie)

## Lauréats des prix MMETA 2021
- Alyona Alyona (Ukraine)
- Inhaler (Irlande)
- Julia Bardo (Italie)
- Lous and the Yakuza (Belgique)
- Melenas (Espagne)
- Rimon (Pays-Bas)
- Sassy 009 (Norvège)
- Vildá (Finlande)

Prix du public : Alyona Alyona (Ukraine)

## Lauréats des prix MMETA 2020
- Meduza (Italie)
- Girl in Red (Norvège)
- Naaz (Pays-Bas)
- Anna Leone (Suède)
- Pongo (Portugal)
- Harmed (Hongrie)
- 5K HD (Autriche)
- Flohio (Royaume-Uni)

Pris du public : Naaz (Pays-Bas)

## Lauréats des prix EBBA 2019
| Genre              | Artiste musical  | Pays        |
| ------------------ | ---------------- | ----------- |
| Pop                | Bishop Briggs    | Royaume-Uni |
| Pop                | Lxandra          | Finlande    |
| Rock               | Pale Waves       | Royaume-Uni |
| Rock               | Pip Blom         | Pays-Bas    |
| Electronic         | Smerz            | Norvège     |
| Electronic         | Stelartronic     | Autriche    |
| RnB/Urban          | Rosalía          | Spain       |
| RnB/Urban          | Aya Nakamura     | France      |
| Hip-Hop/Rap        | Blackwave        | Belgique    |
| Hip-Hop/Rap        | Reykjavíkurdætur | Islande     |
| Auteur-compositeur | Avec             | Autriche    |
| Auteur-compositeur | Albin Lee Meldau | Suède       |

## Lauréats des prix EBBA 2018
| Pays        | Artiste         |
| ----------- | --------------- |
| Allemagne   | Alice Merton    |
| Belgique    | Blanche         |
| Bulgarie    | Kristian Kostov |
| Danemark    | Off Bloom (en)  |
| France      | The Blaze       |
| Finlande    | Alma            |
| Norvège     | Sigrid          |
| Portugal    | Salvador Sobral |
| Royaume-Uni | Youngr          |
| Suède       | Skott           |

## Lauréats des prix EBBA 2017
| Pays        | Artiste              |
| ----------- | -------------------- |
| Albanie     | Era Istrefi          |
| Allemagne   | Namika               |
| Autriche    | Filous               |
| Espagne     | Hinds                |
| Finlande    | Jaakko Eino Kalevi   |
| France      | Jain                 |
| Irlande     | Walking on Cars (en) |
| Norvège     | Alan Walker          |
| Pays-Bas    | Natalie La Rose      |
| Royaume-Uni | Dua Lipa             |

## Lauréats des prix EBBA 2016
| Pays        | Artiste                  | Album                                 |
| ----------- | ------------------------ | ------------------------------------- |
| Allemagne   | Robin Schulz             |                                       |
| Belgique    | Oscar and the Wolf       | Entity                                |
| Espagne     | Álvaro Soler             | Eterno Agosto                         |
| France      | Christine and the Queens | Chaleur humaine                       |
| Irlande     | SOAK (en)                | Before We Forgot How to Dream (en)    |
| Lettonie    | Carnival Youth (en)      | No Clouds Allowed                     |
| Norvège     | Aurora                   | All My Demons Greeting Me as a Friend |
| Pays-Bas    | Kovacs                   |                                       |
| Royaume-Uni | Years & Years            | Communion                             |
| Suède       | Seinabo Sey              | Pretend (en)                          |

## Lauréats des prix EBBA 2015
| Pays        | Artiste            | Album                    |
| ----------- | ------------------ | ------------------------ |
| Autriche    | Klangkarussell     | Netzwerk                 |
| Belgique    | Mélanie De Biasio  | No Deal                  |
| Danemark    | MØ                 | No Mythologies to Follow |
| France      | Indila             | Mini World               |
| Allemagne   | Milky Chance       | Sadnecessary             |
| Irlande     | Hozier             | Hozier                   |
| Pays-Bas    | The Common Linnets | The Common Linnets       |
| Norvège     | Todd Terje         | It's Album Time          |
| Suède       | Tove Lo            | Queen of the Clouds      |
| Royaume-Uni | John Newman        | Tribute                  |

## Lauréats des prix EBBA 2014
| Pays        | Artiste       | Album                                    |
| ----------- | ------------- | ---------------------------------------- |
| Autriche    | GuGabriel     | Anima(L)                                 |
| Danemark    | Lukas Graham  | Lukas Graham                             |
| France      | Woodkid       | The Golden Age                           |
| Allemagne   | Zedd          | Clarity                                  |
| Islande     | Ásgeir        | Dýrð í dauðaþögn                         |
| Irlande     | Kodaline      | In a Perfect World                       |
| Pays-Bas    | Jacco Gardner | Cabinet of Curiosities                   |
| Norvège     | Envy          | The Magic Soup and the Bittersweet Faces |
| Suède       | Icona Pop     | This Is... Icona Pop                     |
| Royaume-Uni | Disclosure    | Settle                                   |

## Lauréats des prix EBBA 2013
| Pays        | Artiste                   | Album                       |
| ----------- | ------------------------- | --------------------------- |
| Danemark    | Nabiha                    | More Cracks                 |
| Estonie     | Ewert and the two dragons | Good Man Down               |
| Finlande    | French Films              | Imaginary Future            |
| France      | C2C                       | Tetra                       |
| Islande     | Of Monsters and Men       | My Head Is an Animal        |
| Pays-Bas    | Dope D.O.D.               | Branded                     |
| Portugal    | Amor Electro              | Cai o Carmo e a Trindade    |
| Espagne     | Juan Zelada               | High Ceilings & Collarbones |
| Suède       | Niki & The Dove           | Instinct                    |
| Royaume-Uni | Emeli Sandé               | Our Version of Events       |

## Lauréats des prix EBBA 2012

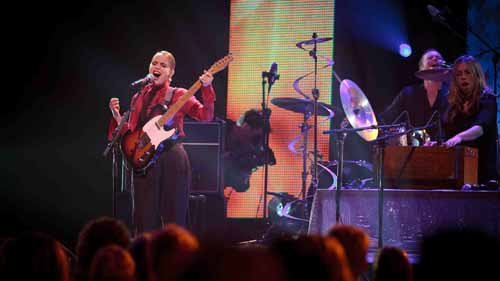
EBBA 2012 - Anna Calvi.

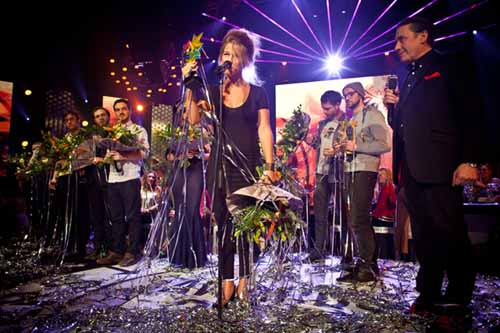
EBBA 2012 - Selah Sue.

| Pays        | Artiste                | Album                |
| ----------- | ---------------------- | -------------------- |
| Autriche    | Elektro Guzzi          | Elektro Guzzi        |
| Belgique    | Selah Sue              | Selah Sue            |
| Danemark    | Agnes Obel             | Philharmonics        |
| France      | Ben l’Oncle Soul       | Soulman              |
| Allemagne   | Boy                    | Mutual Friends       |
| Irlande     | James Vincent McMorrow | Early in the Morning |
| Pays-Bas    | Afrojack               | Lost and Found       |
| Roumanie    | Alexandra Stan         | Saxobeats            |
| Suède       | Swedish House Mafia    | Until One            |
| Royaume-Uni | Anna Calvi             | Anna Calvi           |

Prix du public : Selah Sue

## Lauréats des prix EBBA 2011

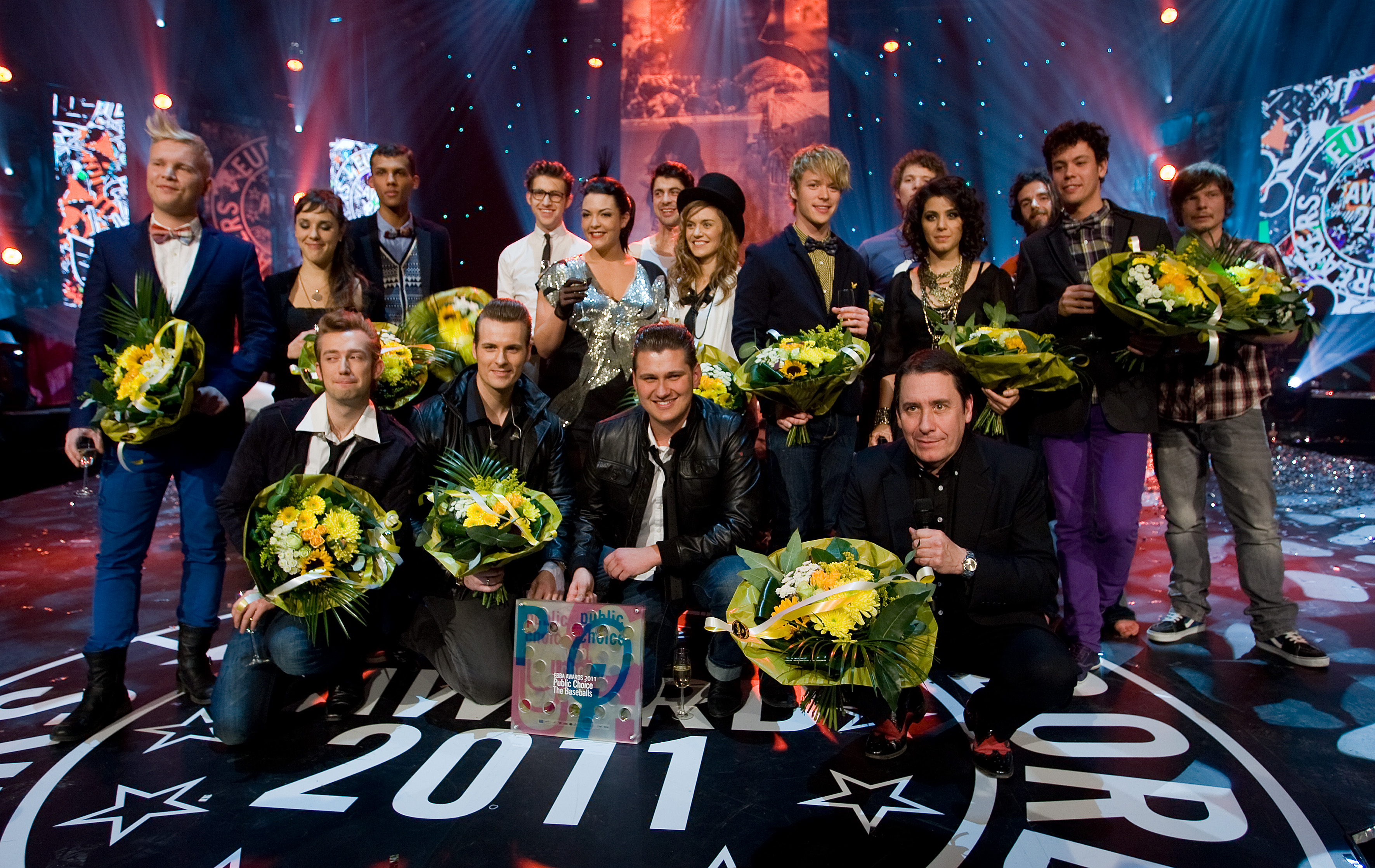
EBBA 2011 - Tous les gagnants.

| Pays        | Artiste        | Album                                |
| ----------- | -------------- | ------------------------------------ |
| Danemark    | Aura Dione     | Columbine                            |
| Allemagne   | The Baseballs  | Strike                               |
| France      | Zaz            | ZAZ                                  |
| Norvège     | Donkeyboy      | Caught                               |
| Roumanie    | Inna           | Hot                                  |
| Autriche    | Saint Lu       | Saint Lu                             |
| Royaume-Uni | Mumford & Sons | Sigh No More                         |
| Suède       | Miike Snow     | Miike Snow                           |
| Pays-Bas    | Caro Emerald   | Deleted Scenes From The Cutting Room |
| Belgique    | Stromae        | Cheese                               |

Prix du public : The Baseballs

## Lauréats des prix EBBA 2010
| Pays        | Artiste            | Album               |
| ----------- | ------------------ | ------------------- |
| Belgique    | Milow              | Milow               |
| Royaume-Uni | Charlie Winston    | Hobo                |
| Allemagne   | Peter Fox          | Stadtaffe           |
| Autriche    | Soap&Skin          | Lovetune for Vacuum |
| Estonie     | Kerli              | Love Is Dead        |
| Suède       | Jenny Wilson       | Hardships           |
| Portugal    | Buraka Som Sistema | Black Diamond       |
| France      | Sliimy             | Paint Your Face     |
| Pays-Bas    | Esmée Denters      | Outta Here          |
| Italie      | Giusy Ferreri      | Gaetana             |

Prix du public : Milow

## Lauréats des prix EBBA 2009
| Pays        | Artiste        | Album                                  |
| ----------- | -------------- | -------------------------------------- |
| France      | Aaron          | Artificial Animals Riding on Neverland |
| Royaume-Uni | Adele          | 19                                     |
| Danemark    | Alphabeat      | Alphabeat                              |
| Allemagne   | Cinema Bizarre | Final Attraction                       |
| France      | The Dø         | A Mouthfull                            |
| Pays-Bas    | Kraak & Smaak  | Boogie Angst                           |
| Danemark    | Ida Corr       | One                                    |
| Suède       | Lykke Li       | Youth Novels                           |
| Irlande     | The Script     | The Script                             |
| Royaume-Uni | The Ting Tings | We Started Nothing                     |

## Lauréats des prix EBBA 2008
| Pays        | Artiste            | Album                              |
| ----------- | ------------------ | ---------------------------------- |
| Belgique    | Reborn             | Fools Rush In                      |
| Danemark    | Dúné               | We are in there, you are out there |
| Finlande    | Sunrise Avenue     | On The Way To Wonderland           |
| France      | Ayọ                | Joyful                             |
| Allemagne   | Cascada            | Everytime We Touch                 |
| Irlande     | Dolores O'Riordan  | Are You Listening?                 |
| Pologne     | Hemp Gru           | Klucz                              |
| Espagne     | Miguel Ángel Muñoz | M.A.M.                             |
| Suède       | Basshunter         | LOL <(^^,)>                        |
| Royaume-Uni | The Fratellis      | Costello Music                     |

## Lauréats des prix EBBA 2007
| Pays        | Artiste            | Album                |
| ----------- | ------------------ | -------------------- |
| Belgique    | Gabriel Ríos       | Ghostboy             |
| Allemagne   | Tokio Hotel        | Schrei               |
| France      | Ilona Mitrecey     | Un monde parfait     |
| Grèce       | Elena Paparizou    | My Number One        |
| Royaume-Uni | Corinne Bailey Rae | Corinne Bailey Rae   |
| Irlande     | Celtic Woman       | Celtic Woman         |
| Italie      | Vittorio Grigolo   | In the Hands of Love |
| Pologne     | Blog 27            | Lol                  |
| Suède       | José González      | Veneer               |
| Espagne     | Beatriz Luengo     | Beatriz Luengo       |

## Lauréats des prix EBBA 2006
| Pays        | Artiste             | Album                |
| ----------- | ------------------- | -------------------- |
| Belgique    | Sarah Bettens       | Scream               |
| Danemark    | Hush                | A Lifetime           |
| Allemagne   | Juli                | Es ist Juli          |
| France      | Amel Bent           | Un jour d'été        |
| Royaume-Uni | KT Tunstall         | Eye to the Telescope |
| Irlande     | Hal                 | Hal                  |
| Suède       | Arash               | Boro Boro            |
| Espagne     | Bebe                | Pafuera Telanaras    |
| Hongrie     | Heaven Street Seven | Get Out And Walk!    |

## Lauréats des prix EBBA 2005
| Pays        | Artiste         | Album                     |
| ----------- | --------------- | ------------------------- |
| Danemark    | The Raveonettes | Chain gang of love        |
| Allemagne   | Wir sind Helden | Die Reklamation           |
| Finlande    | Redrama         | Every Day Soundtrack      |
| France      | Corneille       | Parce qu'on vient de loin |
| Royaume-Uni | Katie Melua     | Call Off the Search       |
| Irlande     | Damien Rice     | O                         |
| Italie      | Benny Benassi   | Hypnotica                 |
| Pologne     | Myslovitz       | Korova Milky Bar          |
| Suède       | Ana Johnsson    | The Way I Am              |

## Lauréats des prix EBBA 2004
| Pays        | Artiste       | Album                |
| ----------- | ------------- | -------------------- |
| Belgique    | Lasgo         | Some Things          |
| Danemark    | Saybia (en)   | The Second You Sleep |
| Allemagne   | Masterplan    | Masterplan           |
| France      | Carla Bruni   | Quelqu'un m'a dit    |
| Royaume-Uni | The Darkness  | Permission To Land   |
| Irlande     | The Thrills   | So Much for the City |
| Italie      | Tiziano Ferro | Rosso Relativo       |
| Portugal    | Mariza        | Fado Em Mim          |
| Espagne     | Las Ketchup   | Hijas del Tomate     |